# Terre ballerine (Montalto Dora)
Le Terre ballerine sono una piccola area boschiva all'interno del sito di interesse comunitario  (cod.IT1110021) dei Laghi di Ivrea, nel territorio del comune di Montalto Dora in Canavese, nella Città metropolitana di Torino.

## Etimologia
Il nome deriva dalla peculiare conformazione del suolo, che possiede un'altissima elasticità: saltando o ballando sul terreno la vegetazione ondeggia dando l'impressione di danzare. In caso di precipitazioni molto abbondanti si piegano anche gli alberi di alto fusto.

## Origine
Il bosco di Montalto Dora sorge su una torbiera, l'esito finale dell'interramento del lago Coniglio, un lago glaciale sotto il quale permane uno strato d'acqua residuale.
La torbiera si è originata in parte naturalmente e in parte artificialmente nel 1895 ad opera di François Balthazard Mongenet, che estrasse la torba per le proprie industrie siderurgiche. Durante i lavori furono ritrovati alcuni reperti archeologici tra cui una piroga, che testimonia l'esistenza di un villaggio palafitticolo esistito tra il XV e il IX secolo a.C.

## Turismo
Il comune di Montalto Dora nel 1999 ha creato il percorso naturalistico “Alla ricerca del Lago Coniglio”, che compie un anello intorno al Lago Pistono e si addentra nelle Terre ballerine, costeggiando il parco di Villa Casana, dove è presente un Cedro dell'Atlante di quasi 200 anni il cui tronco supera i 6,65 metri di circonferenza.